# 毛泽东诗词歌曲
毛泽东诗词歌曲，是指以毛泽东诗词为歌词，谱曲而成的一类歌曲。早在1940年，就有此类作品的产生，但绝大部分毛诗歌曲是在毛泽东作为中华人民共和国最高领导人的1950年代到1970年代产生的。在毛泽东诗词歌曲创作鼎盛的六七十年代，很多音乐家为毛泽东诗词作品谱曲，常常一首诗词会有多种曲谱，而且这类的歌曲中不乏经典，如由李劫夫谱曲的《西江月·井冈山》，彦克、吕远作曲的《七律·长征》等都是十分著名的红色歌曲。

## 历史
抗日战争时期，曾有曲作家为毛泽东诗词谱曲，并在抗日革命根据地传唱，如王承骏（久鸣）曾于1940年为七言律诗《长征》谱曲；劳舟于1945年为《沁园春·雪》谱曲。1957年，毛泽东应《诗刊》邀请将其战争年代创作的部分诗词发表。1958年4月10日，《文艺报》向全国作曲家征集毛泽东诗词谱曲稿件，因而产生了大量毛泽东诗词歌曲作品，其中包括一词多曲、一曲多词的作品，参与的创作者中不乏劫夫、贺绿汀、陈志昂、郑律成等中国大陆知名曲作家。1960年6月，北京大学学生音乐创作组集体作曲创作了《毛主席诗词大合唱》。1964年，音乐舞蹈史诗《东方红》中选用了劫夫作曲的《西江月·井冈山》，彦克、吕远作曲的《七律·长征》和沈亚威作曲的《七律·人民解放军占领南京》等三首毛泽东诗词歌曲。随后，中央乐团、中央音乐学院创作《毛泽东诗词交响组歌》。1966年5月，第七届“上海之春”音乐会上安排有毛泽东诗词歌曲专场演唱。1970年，田丰创作大型交响合唱作品《为毛泽东诗词谱曲五首》，曾于1973年被周恩来用于接待基辛格。

## 相关出版物

### 书籍
- 1963年，春风文艺出版社曾出版《毛泽东诗词谱曲选》
- 广东高等教育出版社曾出版《毛泽东诗词歌曲》 ISBN 7-5361-0880-x
- 解放军文艺出版社曾出版《毛泽东诗词歌曲集》

### 音像出版
- 中国唱片上海公司曾发行CD《毛泽东诗词歌曲》
- 中国唱片深圳公司曾发行CD《毛泽东诗词歌曲》收录14首诗词的17首歌曲。

## 毛诗歌曲之最
- 最早的毛诗歌曲：1940年，由王承骏（久鸣）为毛泽东的七言律诗《长征》谱曲而成的作品可能是最早的毛泽东诗词歌曲。
- 毛诗歌曲作品最多的作曲家：劫夫。在众多毛泽东诗词歌曲中，以李劫夫的作品最多，也质量最高。劫夫曾为毛泽东所有公开发表的诗作谱曲，且为很多诗词创作了不止一首的曲子，据不完全统计，劫夫共创作了100多首此类歌曲。[2]

## 影响
由于歌词作者在中国历史上的地位，毛泽东诗词歌曲有着特殊的意义。在中国有专门的歌曲集出版，也曾有专门的演唱会举行。